# Miku Takaichi
Miku Takaichi (nascida Tashiro; em japonês:  田代 未来, Tashiro Miku; Tóquio, 7 de abril de 1994) é uma judoca japonesa da categoria até 63 quilos.

## Carreira
Tashiro começou a praticar judô aos 8 anos. Suas técnicas favoritas são Uchi mata e Ōuchi gari.
Em 2009, Tashiro conquistou a medalha de ouro na categoria de 63 kg no Campeonato Mundial de Judô Cadetes. Em 2010, ela ganhou a medalha de ouro na categoria de 63 kg nas Olimpíadas da Juventude e no Campeonato Mundial Júnior.
Em 2011, Tashiro sofreu uma lesão no ligamento cruzado anterior no Torneio de Judô do Ensino Médio Kinshuki. No ano seguinte, ela voltou ao tatame após uma longa reabilitação.
Em 2013, Tashiro assumiu um cargo na Komatsu Limited após se formar no Ensino Médio Shukutoku.
Tashiro conquistou uma medalha de bronze na divisão Extra-leve (63 kg) no Campeonato Mundial de 2014. Obteve o terceiro lugar nos Campeonatos Mundiais de Cheliabinsk 2014 e Astana 2015.
Nos Jogos Olímpicos de 2016 perdeu a disputa pela medalha de bronze para a israelense Yarden Gerbi.
Em novembro de 2022, Tashiro se casou com Kengo Takaichi, um judoca e ex-jogador da seleção japonesa masculina. Como resultado, seu nome registrado foi alterado para "Miku Takaichi", e ela participou dos torneios como Miku Takaichi a partir do Grand Slam de Tóquio de dezembro de 2022, onde conquistou a medalha de ouro na categoria feminina de 63 kg.